# الکساندر ژیدکوف
الکساندر ژیدکوف (روسی: Александр Витальевич Жидков؛ زادهٔ ۱۶ مارس ۱۹۶۵) بازیکن فوتبال اهل جمهوری آذربایجان است.
از باشگاه‌هایی که در آن بازی کرده‌است می‌توان به باشگاه فوتبال آنژی مخاچ‌قلعه، باشگاه فوتبال دینامو کی‌یف، باشگاه فوتبال نفتچی باکو، و باشگاه فوتبال آدمیرا واکر مودلینگ اشاره کرد.
وی همچنین در تیم ملی فوتبال جمهوری آذربایجان بازی کرده‌است.